# Monica Lăzăruț
Monica Elena Lăzăruț (ur. 13 czerwca 1977 w Susenii Bârgăului) – rumuńska biegaczka narciarska.

## Kariera
Po raz pierwszy na arenie międzynarodowej Monica Lăzăruț pojawiła się w 1993 roku podczas mistrzostw świata juniorów w Harrachovie. Zajęła tam 61. miejsce w biegu na 5 km techniką klasyczną i 54. miejsce na dystansie 15 km techniką dowolną. W kolejnych latach jeszcze trzykrotnie startowała na imprezach tego cyklu, najlepszy wynik osiągając na mistrzostwach świata juniorów w Canmore w 1997 roku, gdzie zajęła 39. pozycję w biegu na 15 km stylem dowolnym. W Pucharze Świata zadebiutowała 9 stycznia 1999 roku w Novym Měscie, zajmując 65. miejsce w biegu na 10 km stylem klasycznym. Lăzăruț nigdy jednak nie zdobyła punktów Pucharu Świata i nie była uwzględniana w klasyfikacji generalnej. W 1998 roku wzięła udział w igrzyskach olimpijskich w Nagano, gdzie w swoim najlepszym występie, biegu na 30 km stylem dowolnym zajęła 34. pozycję. Wystąpiła także na rozgrywanych rok później mistrzostwach świata w Ramsau oraz mistrzostwach świata w Lahti w 2001 roku, na tej drugiej imprezie zajmując między innymi 32. miejsce w sprincie stylem dowolnym. Startowała ponadto w cyklu FIS Marathon Cup, zajmując między innymi trzecie miejsce w klasyfikacji generalnej sezonu 2002/2003. Wyprzedziły ją jedynie Włoszka Lara Peyrot oraz Rosjanka Swietłana Frizen. Lăzăruț pięciokrotnie stawała na podium maratonów, ale nigdy nie zwyciężyła. W 2003 roku zakończyła karierę.

## Osiągnięcia

### Igrzyska Olimpijskie
| Miejsce | Dzień     | Rok  | Miejscowość | Konkurencja             | Czas biegu  | Strata       | Zwyciężczyni    |
| ------- | --------- | ---- | ----------- | ----------------------- | ----------- | ------------ | --------------- |
| 56.     | 8 lutego  | 1998 | Nagano      | 15 km stylem klasycznym | 46:55,4 min | +8:12,8 min  | Olga Daniłowa   |
| 69.     | 10 lutego | 1998 | Nagano      | 5 km stylem klasycznym  | 17:37,9 min | +3:11,6 min  | Łarisa Łazutina |
| 60.     | 12 lutego | 1998 | Nagano      | 5+10 km pościgowy       | 46:06,9 min | +6:58,0 min  | Łarisa Łazutina |
| 34.     | 20 lutego | 1998 | Nagano      | 30 km stylem dowolnym   | 1:22:01,5 h | +10:40,2 min | Julia Czepałowa |

### Mistrzostwa świata
| Miejsce | Dzień     | Rok  | Miejscowość | Konkurencja             | Czas biegu  | Strata       | Zwyciężczyni      |
| ------- | --------- | ---- | ----------- | ----------------------- | ----------- | ------------ | ----------------- |
| 52.     | 19 lutego | 1999 | Ramsau      | 15 km stylem dowolnym   | 38:49,0 min | +9:29,6 min  | Stefania Belmondo |
| 64.     | 22 lutego | 1999 | Ramsau      | 5 km stylem klasycznym  | 12:49,8 min | +2:26,8 min  | Bente Skari       |
| 44.     | 23 lutego | 1999 | Ramsau      | 5+10 km pościgowy       | 42:27,9 min | +5:15,1 min  | Stefania Belmondo |
| 52.     | 27 lutego | 1999 | Ramsau      | 30 km stylem klasycznym | 1:29:19,9 h | +15:18,7 min | Łarisa Łazutina   |
| 56.     | 15 lutego | 2001 | Lahti       | 15 km stylem klasycznym | 43:54,8 min | +8:16,4 min  | Bente Skari       |
| 51.     | 20 lutego | 2001 | Lahti       | 10 km stylem klasycznym | 29:13,5 min | +3:54,9 min  | Bente Skari       |
| 32.     | 21 lutego | 2001 | Lahti       | Sprint stylem dowolnym  | 3:41.5 min  | –            | Pirjo Muranen     |

### Mistrzostwa świata juniorów
| Miejsce | Dzień       | Rok  | Miejscowość | Konkurs                | Wynik       | Strata      | Zwyciężczyni        |
| ------- | ----------- | ---- | ----------- | ---------------------- | ----------- | ----------- | ------------------- |
| 61.     | 2 marca     | 1993 | Harrachov   | 5 km stylem klasycznym | 16:39,1 min | +2:45,4 min | Kateřina Neumannová |
| 54.     | 6 marca     | 1993 | Harrachov   | 15 km stylem dowolnym  | 43:00,6 min | +5:52,1 min | Irina Składniewa    |
| 62.     | 26 stycznia | 1994 | Breitenwang | 5 km stylem klasycznym | 16:20,2 min | +2:12,8 min | Irina Składniewa    |
| 52.     | 30 stycznia | 1994 | Breitenwang | 15 km stylem dowolnym  | 41:53,5 min | +6:24,7 min | Julija Czepałowa    |
| 63.     | 31 stycznia | 1996 | Asiago      | 5 km stylem klasycznym | 15:01,8 min | +2:37,9 min | Maija Puukilainen   |
| 41.     | 4 lutego    | 1996 | Asiago      | 15 km stylem dowolnym  | 43:52,9 min | +5:43,8 min | Julija Czepałowa    |
| 57.     | 12 lutego   | 1997 | Canmore     | 5 km stylem klasycznym | 14:28,7 min | +2:54,1 min | Kristina Šmigun     |
| 39.     | 16 lutego   | 1997 | Canmore     | 15 km stylem dowolnym  | 43:45,7 min | +4:04,7 min | Kristina Šmigun     |

### Puchar Świata

#### Miejsca w klasyfikacji generalnej
- sezon 1998/1999: –
- sezon 1999/2000: –
- sezon 2000/2001: –

#### Miejsca na podium
Lăzăruț nie stała na podium indywidualnych zawodów Pucharu Świata.

### FIS Marathon Cup

#### Miejsca w klasyfikacji generalnej
- sezon 2001/2002: 5.
- sezon 2002/2003: 3.

#### Miejsca na podium
| Nr | Dzień       | Rok  | Zawody             | Dystans                 | Czas biegu  | Strata      | Miejsce | Zwyciężczyni     |
| -- | ----------- | ---- | ------------------ | ----------------------- | ----------- | ----------- | ------- | ---------------- |
| 1. | 17 lutego   | 2002 | Transjurassienne   | 46 km stylem dowolnym   | 1:54:04,0 h | +3,4 s      | 3.      | Antonina Ordina  |
| 2. | 12 stycznia | 2003 | Jizerská padesátka | 50 km stylem klasycznym | 2:37:27,0 h | +4:50,0 min | 3.      | Lara Peyrot      |
| 3. | 2 lutego    | 2003 | König-Ludwig-Lauf  | 55 km stylem klasycznym | 2:11:56,2 h | +23,3 s     | 2.      | Lara Peyrot      |
| 4. | 9 lutego    | 2003 | Tartu Maraton      | 63 km stylem klasycznym | 3:20:26,6 h | +28,5 s     | 2.      | Swietłana Frizen |
| 5. | 16 lutego   | 2003 | Gatineau Loppet    | 50 km stylem dowolnym   | 2:12:58,9 h | +13,2 s     | 2.      | Lara Peyrot      |